# Corsier-sur-Vevey
Corsier-sur-Vevey – miejscowość i gmina (commune) w zachodniej Szwajcarii, w kantonie Vaud, w okręgu (district) Riviera-Pays-d’Enhaut.

## Demografia
W Corsier-sur-Vevey mieszkają 3362 osoby. W 2021 roku 31,9% populacji gminy stanowiły osoby urodzone poza Szwajcarią.

## Transport
Przez teren gminy przebiegają autostrada A9 oraz drogi główne nr 12, nr 151 i nr 193. 